# نظام كمي مفتوح
في الفيزياء, يكون النظام الكمومي المفتوح (بالإنجليزية: open quantum system)‏ عبارة عن نظام كمومي أُوجدت لتكون في التفاعل مع النظام الكمي الخارجي، ألا وهي البيئة environment. يمكن مشاهدة النظام الكمومي المفتوح كجزء واحد مميز من نظام كمومي مغلق و أكبر، والجزء الآخر هو البيئة.
الأنظمة الكمية المفتوحة هو مفهوم هام في البصريات الكمومية quantum optics, و المقياس في الميكانيكا الكمومية measurement theory, و الميكانيكا الإحصائية الكمية، و علم الكون الكمومي quantum cosmology و التقريبات الشبه-كلاسيكية semiclassical approximations.